# Amphimonhystera anechma
Amphimonhystera anechma is een rondwormensoort uit de familie van de Xyalidae. De wetenschappelijke naam van de soort is voor het eerst geldig gepubliceerd in 1914 door Southern.